# Filip Jícha
Filip Jícha (Plzeň, 1982. április 19. –) cseh kézilabdázó, a THW Kiel és az FC Barcelona korábbi balátlövője. A Nemzetközi Kézilabda-szövetség a 2010-es év legjobb kézilabdázójának választotta.

## Pályafutása

### Klubcsapatokban
Filip Jícha a Dukla Praha csapatában kezdte pályafutását, majd 2003-ban Svájcba, a St. Otmar St. Gallenhez szerződött. 2005 áprilisában hüvelykujj törést szenvedett, emiatt hosszabb időt ki kellett hagynia. A 2005–2006-os szezontól a német Bundesligában szereplő TBV Lemgo csapatában szerepelt. EHF-kupát nyert a csapattal. 
2007. június 20-án a THW Kiel bejelentette, hogy Jícha a következő idénytől csatlakozik a csapathoz. Három évre szóló szerződést írt alá, a Kiel 400 000 eurót fizetett a játékjogáért. A TBV Lemgo a 2008-09-es szezonra is megtartotta volna a cseh átlövőt, végül azonban a két klub megegyezett és Jícha csatlakozhatott új klubjához. 2010-ben megnyerte csapatával a Bajnokok Ligáját, ezzel az első cseh kézilabdázó lett, aki ezt elmondhatta magáról. 2011. január 13-án a világ legjobb kézilabdázójává választották.
2012. július 16-án meghosszabbította szerződését a Kiellel, az új kontraktus 2016. június 30-ig szólt. Mindezek ellenére 2015 augusztusában bejelentették, hogy a cseh nem tölti ki szerződését, hanem a spanyol Barcelonához igazol. A katalánokkal kétszer nyert bajnoki címet, majd 2017 nyarán befejezte pályafutását. Hazájában ötször választották meg az év kézilabdázójának.

### A válogatottban
A cseh válogatottban 2000-ben mutatkozott be egy Szlovákia elleni mérkőzésen Vágbesztercén.                         A nemzeti csapatban 158 találkozón lépett pályára és 877 gólt szerzett. A 2010-es Európa-bajnokság gólkirálya volt és bekerült a torna All-Star csapatába is.

### Edzőként
A 2019-2019-es szezont megelőzően a THW Kiel másodedzője lett, majd a következő idénytől ő vette át a csapat irányítását, miután Alfreð Gíslason távozott a klubtól. A koronavírus-járvány miatt félbeszakított 2019-2020-as idényben bajnoki címet nyert csapatával és őt választották az év edzőjének, valamint megnyerte a Bajnokok Ligáját is.

## Sikerei, díjai
FC Barcelona
- Spanyol bajnok: 2016, 2017
- Spanyol kupagyőztes: 2016, 2017

THW Kiel
- Bajnokok Ligája-győztes: 2010, 2012
- Bajnokok Ligája-döntős: 2008, 2009, 2014
- Német bajnok: 2008, 2009, 2010, 2012, 2013, 2014, 2015
- Német kupagyőztes: 2008, 2009, 2011, 2012, 2013
- IHF-Szuper Globe-győztes: 2011
- Klubcsapatok Európa-bajnoksága-győztes: 2007
- Szuperkupa-győztes: 2007, 2008, 2011, 2012, 2014

TBV Lemgo
- EHF-kupa-győztes: 2006

Dukla Praha
- Cseh bajnok: 2003

Egyéni elismerések
- A legjobb kézilabdázója: 2010
- Az év kézilabdázója a német bajnokságban: 2009, 2010
- Az év cseh kézilabdázója: 2007, 2008, 2009, 2010, 2011, 2012, 2013
- Az év sportolója a Kiel csapatánál: 2011, 2012, 2013, 2014
- A 2010-es Európa-bajnokság gólkirálya s az All-Star csapat tagja

## Statisztikája a német Bundesligában
| Szezon    | Klub      | Bajnokság  | Pályára lépés | Összes gól | Gól hétméteresből | Akciógól |
| --------- | --------- | ---------- | ------------- | ---------- | ----------------- | -------- |
| 2005-06   | TBV Lemgo | Bundesliga | 34            | 202        | 17                | 185      |
| 2006-07   | TBV Lemgo | Bundesliga | 32            | 203        | 40                | 163      |
| 2007-08   | THW Kiel  | Bundesliga | 21            | 92         | 29                | 63       |
| 2008-09   | THW Kiel  | Bundesliga | 34            | 182        | 21                | 161      |
| 2009-10   | THW Kiel  | Bundesliga | 31            | 195        | 42                | 153      |
| 2010-11   | THW Kiel  | Bundesliga | 34            | 197        | 31                | 166      |
| 2011-12   | THW Kiel  | Bundesliga | 34            | 206        | 28                | 178      |
| 2012-13   | THW Kiel  | Bundesliga | 34            | 179        | 18                | 161      |
| 2005-2010 | Összesen  | Bundesliga | 188           | 1051       | 169               | 882      |